# Fátima Abdul Raheem
Fatima Abdul Raheem (ALA-LC: Fatimatan Eabd Alrahim; en árabe: فاطمة عبد الرحيم‎‎);(Al Muharraq, Baréin, 15 de octubre de 1975 (49 años) es una actriz bareiní. En 1989, se inició en el teatro juvenil; y, continúa en el campo de la representación donde hizo series, obras de teatro y varias películas.

## Como actriz

### En la TV
| Año de producción | Nombre de la serie                                                                                                 | Con la participación |
| ----------------- | --- | --- |
| 1996              | عجايب زمان Ajayb Zaman                                                                                             | Ibrahim Bahr, Huda Sultan, Zahrat Arafat                                                                                    |
| 1997              | أحلام ضائعة Sueños perdidos                                                                                        | Cantante Fawaz, Zeinab al-Askari, Shaima Sabt                                                                               |
| 1997              | بحر الحكايات Mar de cuento                                                                                         | Ibrahim Bahr, Youssef Bohloul, Suad Ali, Zahra Arafat                                                                       |
| 1998              | عائلة أبو رويشد La Familia de Abu Rowaished                                                                        | Ibrahim al-Salal, Khaled Sami, Fayez al-Maliki, Latifah al-Majran, Shaima Sabb                                              |
| 2000              | نيران Fuego | Mohammed Al-Mansour, Jassim Al-Nabhan, Suad Ali, Mariam Zeyman y Juman Al-Rowaie                                            |
| 2001              | اخوة الشر Hermanos del mal                                                                                         | Abdul Mohsin Al-Nimr, Suad Ali, Latifa Al-Majran, Shaima Sabt, Ibtisam Al-Attawi                                            |
| 2002              | بقايا رماد Residuo de cenizas                                                                                      | Abeer Issa, Maryam Al-Ghamdi, Suheir Fahd, Nadra Imran, Shaima Sabbat                                                       |
| 2002              | نورة Noura | Haifa Adel, Abdel Aziz Jassem, Fayez Al-Malki, Mona Abdel-Majid, Mona Shaddad                                               |
| 2003              | عويشة Aweisha | Ahlam Mohammed, Ibrahim Bahr                                                                                                |
| 2003              | يوم آخر Otro día                                                                                                   | Abdul Aziz Jassim, Ghazi Hussein, Zahra Al Kharji, Huda Al Khatib, Lama Tarek, Zahra Arafat, Haifa Hussein, Nasser Mohammed |
| 2004              | للحياة وجه آخر Debido final                                                                                        | Ibrahim Al-Zadjali, Abdullah Malak, Abeer Ahmad, Mashael Shadad, Shawq                                                      |
| 2004              | القادم الغريب El siguiente extraño                                                                                 | Mohamed Al-Mansour, Mohammed Al-Manea, Mohammed Al-Issa, Laila Salman                                                       |
| 2004              | هدوء وعواصف Calma y tormentas                                                                                      | Ghazi Hussein, Latifa Al-Majran, Zeinab Al-Askari, Haifa Hussein, Fátima Al-Hosani, Khaled Al-Breiki, Ibtisam Al-Attawi     |
| 2004              | غصات الحنين Guardas de nostalgia                                                                                   | Mohammed Al-Mansour, Hussein Al-Mansour, Mahoma Al-Manea, Huda Khatib, Khalid Al-Breiki, Haifa Hussein                      |
| 2006              | بلا قيود Sin restricciones                                                                                         | Saad Al-Faraj, Ahlam Mohammed, Huda Khatib, Ali Gomaa, Abeer Ahmed                                                          |
| 2006              | غلطة عمر El error de Omar                                                                                          | Abd al-Imam Abdullah, Abdul Rahman al-Aql, Anwar Ahmed, Fatima al-Husani                                                    |
| 2006              | جنون الليل Noche loca                                                                                              | Nasser Abdel Raza, Mohammed Yassin, Said Quraish, Badriya Ahmed, Abdullah Abdul Aziz                                        |
| 2006              | حسب التوقيت المحلي Hora local                                                                                      | Abdul Rahman Al-Aql, Honorario Khamis, Khalid Al-Harbi                                                                      |
| 2006              | طاش ما طاش الأصلي Tash y el Tash original                                                                          | Ibrahim al-Zadjali, Fatima al-Husani, Zahra Arafat y Mona Shaddad                                                           |
| 2007              | كاني وماني-برنامج كوميدي Kani y Mani - programa de comedia                                                         | Abdel Nasser Darwish, Hassan Al-Balam                                                                                       |
| 2007              | وجة آخر Otro | Samira Ahmed, Salah Al Mulla, Khaled Amin                                                                                   |
| 2007              | أنا وأنت والانترنت Yo, tú, e internet                                                                              | Huda Al Khatib, Mona Shaddad, Suad Ali, Zahra Arafat, Shaima Sabt, Amira Mohammed                                           |
| 2007              | عيون من زجاج Ojos de vidrio                                                                                        | Ghazi Hussein, Anwar Ahmed, Badriya Ahmed, Yacoub Abdullah, Mahmood Bushehri, Shaima Sabt                                   |
| 2008              | عسى ما شر Quizás lo que es malo                                                                                    | Mohammed Al-Issa, Latifa Al-Majran, Abdel Nasser Darwish                                                                    |
| 2008              | الساكنات في قلوبنا Los habitantes de nuestros corazones                                                            | Un grupo de actores |
| 2008              | اليرام El fuego | Khamis Khmys, Mona Shaddad                                                                                                  |
| 2008              | ملامح بشر Características de los humanos                                                                           | Ghazi Hussain, Haifa Hussein, Khalid Al Breiki, Fkhurial Khamis, Heba Al Dari, Ahmed Eraj                                   |
| 2008              | أيوب Ayoub | Abdul Rahman Al Aqal, Abeer Al-Jundi, Taif, Haya Al Shuaibi                                                                 |
| 2008              | ظل الياسمين La Sombra de Jasmine                                                                                   | Ibrahim al-Salal, Mohammed al-Hajji, Shahad al-Yassin, Yusuf Buhulul, Ibtisam al-Atawi                                      |
| 2009              | إمراة وأخرى Mujer y otros                                                                                          | Abdul Aziz Jassem, Abd Al-Imam Abdullah, Tayef, Yacoub Abdullah, Shaima Ali, Hamad Al Omani                                 |
| 2009              | عطر Perfume | Mohammed Al-Manea, Ali Al-Sabaa, Fatima Al-Hosani, Majid Mutawar Fawaz, Reem Abdullah                                       |
| 2009              | الإعتذار Disculpa                                                                                                  | Ghazi Hussein, Ali Al-Sabaa, Laila Salman, Khaled Amin, Yacoub Abdulla, Shahab Jawhar                                       |
| 2010              | للحياة ثمن La vida tiene un precio                                                                                 | Jassim Al Nabhan, Mona Abdel Majeed, Badria Ahmed, Mishal Al-Jasser y Wafa Maki                                             |
| 2010              | المزواج-جزئين، الجزء الثاني عام2011 Parejas - Dos partes, parte II                                                 | Mohamed El Serifi |
| 2010              | سوالف طفاش-الجزء الثاني Patillas - parte II                                                                        | Ali Al Ghurair, Ghada Al Faihani                                                                                            |
| 2010              | ما أصعب الكلام Qué palabras más difíciles                                                                          | Ghazi Hussein, Yasser Al Masri, Abeer Ahmed, Shahad Al Yassin, Shaima Sabb                                                  |
| 2010              | على موتها أغني En su muerte, yo canto                                                                              | Khaled Amin, Zahra Al-Kharji, Ibrahim Al-Hasawi, Munther Reihneh y Wafa Mekki                                               |
| 2011              | أيام وليالي Días y noches                                                                                          | Jassem Al Nabhan, Khaled Al Harbi, Sanaa Younis, Mariam Al Ghamdi                                                           |
| 2011              | خيوط العمر Edad desemmarañada                                                                                      | Mansour Al-Mansour, Basima Hamadeh, Lamia Tariq                                                                             |
| 2011              | عيني عينك -برنامج كوميدي Ojos de tu ojo - Programa de comedia الجزء الرابع والجزء الخامس عام2012 Parte 4 y Parte 5 | Un grupo de actores |
| 2011              | الحب المستحيل حلقات منفصلة El amor es imposible <pequeños> episodios separados                                     | Un grupo de actores |
| 2012              | لولو ومرجان Lulu y Marjan                                                                                          | Suad Ali, Ali Al Ghurair |
| 2012              | سكتم بكتم-الجزء الثالث Estás silenciado - Parte 3                                                                  | Fayez al-Maliki, Khamis Fkhurial, Amira Mohammed                                                                            |
| 2012              | نساء من زجاج Mujeres de vidrio                                                                                     | Mariam al-Ghamdi, Ghazlan Nasser, Jawahar, Fy Sharqawi                                                                      |
| 2013              | أي دمعة حزن لا Lágrimas de dolor sin sentir                                                                        | أحمد الصالح، خالد أمين، زهرة عرفات، مشاري البلام، حسين المهدي، مروة محمد                                                    |
| 2014              | قبل الآوان Antes de tiempo                                                                                         | Fatima Al-Housani, Habib Ghuloom, Ruaa Al Sabban                                                                            |
| 2014              | أهل الدار-حلقات منفصلة Inicio - episodios separados                                                                | Un grupo de actores |
| 2015              | الجدة لولوة Abuela Lolwa                                                                                           | Hayat Al Fahad, Mohammed Jaber, Huda Al Khatib, Abdul Mohsin Alkafas                                                        |
| 2016              | باب الريح La puerta del viento                                                                                     | Saad Al Faraj, Zarah Arafat, Hamad Al Omani, Ali Kakoli, Hamad Ashkani                                                      |
| 2017              | ممنوع الوقوف Sin estacionamiento                                                                                   | Khalid Amin, Laila Abdullah, Hamad Al Omani, Fahad Basem                                                                    |

### En la cinematografía
| Año de producción | Película                             | Con la participación de                            |
| ----------------- | ------------------------------------ | -------------------------------------------------- |
| 2004              | الزائر La Visitante                  | Ali Al Ghurair, Ahmed Mubarak                      |
| 2004              | شباب كول Juventud viva               | Jamal Al-Radhan, Suad Ali, Ahmed Eraj, Lamia Tariq |
| 2006              | حنين Nostalgia                       | Yia Yassin, Yelda, Marwa Mohammed                  |
| 2006              | حكاية بحرينية Una historia de Barein | Juman Al Rowaiy                                    |
| 2009              | الدنجوانة Dingane                    | Juman al-Ruwayi, Yia Yassin                        |
| 2009              | مريمي Momia                          | Juman Al Rowaiy                                    |

### En el teatro
| Año de producción | Nombre de la obra                             | Con la participación de                                   |
| ----------------- | --------------------------------------------- | --------------------------------------------------------- |
| 1998              | بيت خاص جدا Casa muy privada                  | Ibrahim el banquero, Ibtisam al-Atawi                     |
| 2006              | دايخ في زمن بايخ Daikh en el tiempo de Bayach | Deira, Badriya Ahmed, Heba al-Dari                        |
| 2007              | شباب الجامعة Juventud Universitaria           | Ali al-Mufidi, Mohammed al-Sirafi, Yasser al-Masri, Malak |
| 2007              | العصابة في الوادي La pandilla en el valle     | Deira, Ahmed Iraj, Maha Mohammed                          |
| 2009              | وناسة Y Nassa                                 | Ali Al Ghurair y Wafa Maki                                |
| 2012              | وبعدين Inmigración                            | Daoud Hussein, Talaat Zakaria                             |
| 2013              | المشكلجي Sakliji                              | Ahmed Faraj, Ismail Sorour                                |

## Premios[4]
- 2009: Kuwait - Premio a la mejor actriz por el segundo papel en el 10° Festival de Teatro del Golfo por su papel en la obra «Nora», dirigida por el catarí Saad Borshid.

- 2009: Emiratos Árabes Unidos - Certificado de Apreciación del Festival de Cine de Dubái como Mejor Actriz por su papel en la película "María"